# 堤俊作
堤 俊作（つつみ しゅんさく、1946年12月21日 - 2013年9月1日）は、日本の指揮者。

## 人物・来歴
1946年生まれ。桐朋学園大学卒業。指揮を齋藤秀雄に師事。東京交響楽団副指揮者、及び 同正指揮者を経て、1975年に東京シティ・フィルハーモニック管弦楽団を設立、常任指揮者として17年にわたってその育成に努めた。1974年、ロンドンでルパート指揮者コンクールに入賞。1978年、ジュネーブ国際音楽コンクール指揮部門で最高位を受賞。ロンドン交響楽団、スイス・ロマンド管弦楽団、シモン・ボリバール交響楽団などに客演。バレエ音楽の指揮者としても活動。1988年から1992年まで札幌交響楽団の専属指揮者。その間、三枝成彰のヴァイオリン協奏曲の委嘱公演、東南アジア演奏旅行などを行った。
2005年からオペラの本場イタリアに進出し、ラヴェッロ音楽祭、フロジノーネオペラフェスティバル、ローマのマンゾーニオペラフェスティバルなどで、ペルゴレージ「奥様女中」、イタリアの現代作曲家アルド・タラベッラの「主人召使い」、ヴェルディの「椿姫」を指揮。ロイヤルチェンバーオーケストラを率いて、ヨーロッパ4ヶ国6都市（アイルランド：ダブリン、コーク／ベルギー：トルホウト／ルクセンブルク：ルクセンブルク市／イタリア：ミラノ、ヴィチェンツァ）への演奏旅行、ルクセンブルク室内オーケストラ、イタリア・サンレモ交響楽団への客演指揮も行った。
2006年には、モーツァルト生誕250年を記念して、ミラノのエルベ劇場で行われた、モーツァルト＝ダ・ポンテ三部作シリーズの「ドン・ジョヴァンニ」をモーツァルトの誕生日に当たる1月27日初日公演を指揮する栄誉を得た。同年、イタリア、ルクセンブルクの再客演のほか、ウィーン、ポルトガルにも活動の場を広げる。
ロイヤルチェンバーオーケストラ、及びロイヤルメトロポリタン管弦楽団音楽監督、梓室内管弦楽団音楽監督、静岡交響楽団音楽監督、NPO法人静岡交響楽協会副理事長、桐朋学園大学講師、山形大学音楽科講師、牧阿佐美バレヱ団音楽監督、井上バレエ団音楽監督、東京シティ・フィル桂冠指揮者、第1回高松国際ピアノコンクール音楽監督等を務めた。
2013年9月1日、多系統萎縮症のため千葉県内の病院にて死去。66歳没。

## 吹奏楽との関わり
日本の吹奏楽界において、1999年から2002年まで大阪市音楽団の芸術顧問、常任指揮者として活動したことから、堤の名は広く知られている。
市音着任早々に、堤の指揮による演奏で、CD「ゴーストトレイン」（タイトル曲「ゴーストトレイン」：エリック・ウィテカー作曲）がリリースされ、その後も、「ニュー・ウインド・レパートリー」シリーズを含め、数々のCDがリリースされた。